# 曹华 (唐朝)
曹华（755年—823年），唐朝官员，宋州楚丘县（今山东省曹县南）人。
曹华开始是宣武军的牙将。跟随乌重胤击灭淮西节度使吴元济，以功授棣州刺史，封陈留郡王。平定淄青节度使后，将淄青节度使一分为三。曹华接替王遂担任沂州刺史、沂兖海观察使。曹华以沂州偏僻，请朝廷将观察使改镇兗州。李正己在青、郓十二州割据四世垂五十年，山东百姓不知礼教。曹华对将吏说：“邹、鲁儒者之乡，不宜忘于礼义。”于是优礼儒士，习俎豆之容，在孔子庙春秋释奠，在兖州立学宫讲诵。安定了内部，曹华率兵讨伐李㝏，以功加检校尚书右仆射。改镇义成军节度使，卒于义成军任上。

## 延伸阅读
[在维基数据编辑]
 《舊唐書/卷162》，出自刘昫《舊唐書》
 《新唐書/卷171》，出自《新唐書》